# Bebside
Bebside – wieś w Anglii, w hrabstwie Northumberland. Leży 17 km na północ od miasta Newcastle upon Tyne i 413 km na północ od Londynu.